# Lev Gorn

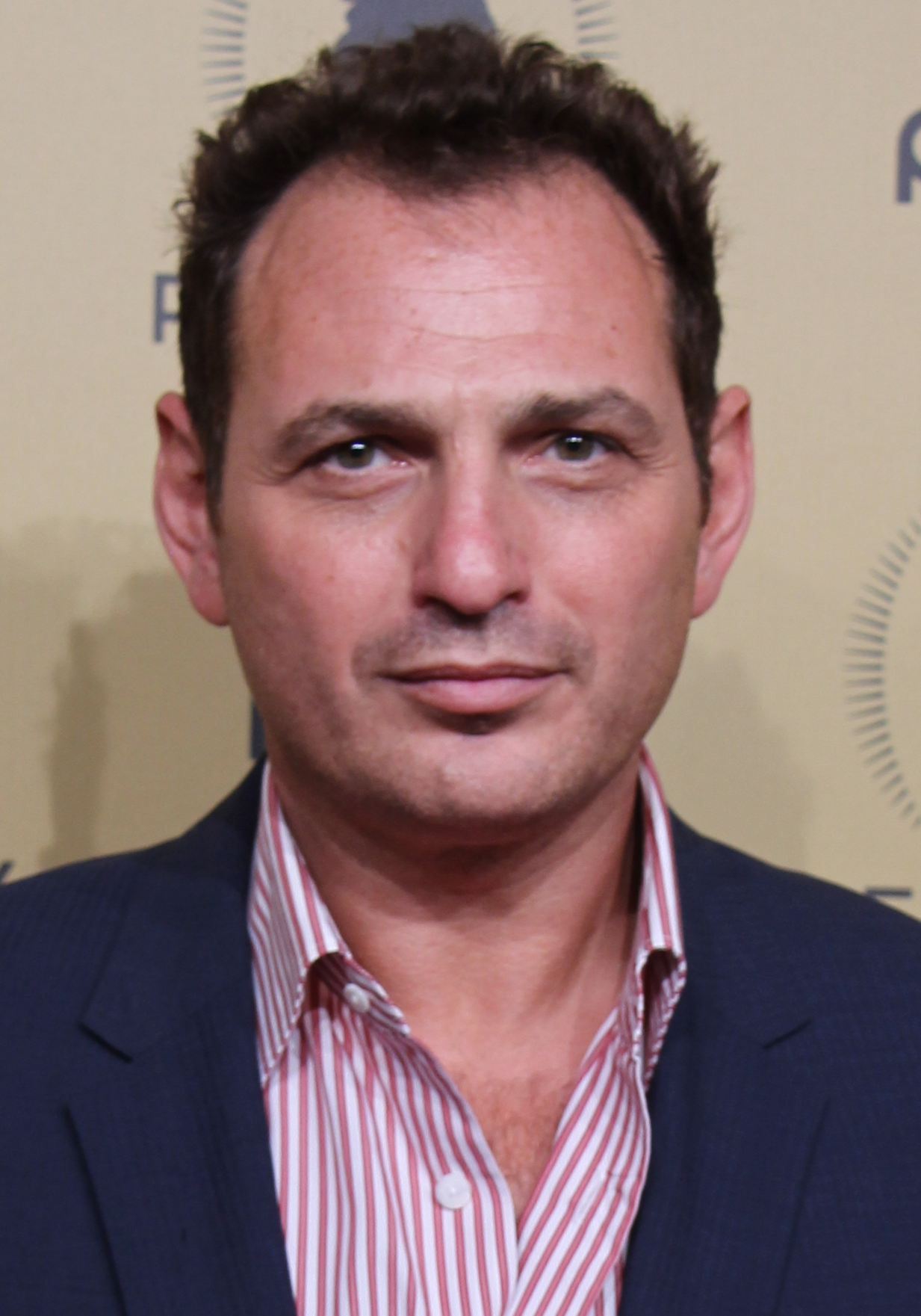
Lev Gorn (2015)

Lev Gorn (Lew Gorens; russisch Лев Горенс; * 1971 in Stawropol) ist ein russisch-amerikanischer Schauspieler, Fotograf und Künstler.

## Leben
Lev Gorens wurde 1971 im südrussischen Stawropol als Sohn einer jüdischen Familie geboren. Sein Großvater, der Künstler und Bildhauer war, führte ihn bereits früh an die Kunst heran. 1981 emigrierte seine Familie in die Vereinigten Staaten und ließ sich in Brooklyn nieder, wo Gorens für ein Jahr eine Jeschiwa und danach eine Kunsthochschule in Manhattan besuchte. Während eines Austauschprogramms in Wales trat er erstmals in einem Theaterstück auf.
Später war Gorn vor allem als Fotograf tätig. Neben der Porträtfotografie arbeitet er auch mit künstlerischen Montagen und Collagen.
Seit dem Jahr 2000 ist er in Film- und Fernsehproduktionen zu sehen. 2003 übernahm er in sechs Episoden der Fernsehserie The Wire die Rolle des Drogenhändlers Eton Ben-Eleazer. International bekannt wurde er vor allem durch die Rolle des Diplomaten Arkady Ivanovich Zotov in der Fernsehserie The Americans, die er von 2013 bis 2018 in 51 Episoden verkörperte. In der dritten Staffel der Dramaserie For All Mankind war Gorn 2022 in der Rolle des Grigory Kuznetsov zu sehen.
2008 führte er bei zwei Kurzfilmen Regie, für die er auch das Drehbuch verfasst hatte.
Gorn lebt in New York City.

## Filmografie (Auswahl)
Schauspieler
- 2000: Crimson Nights
- 2003: The Wire (Fernsehserie, 6 Episoden)
- 2003: Sucker Punch
- 2003: Law & Order: Special Victims Unit (Fernsehserie, 1 Episode)
- 2004: Keane
- 2004, 2006: Law & Order: Criminal Intent (Fernsehserie, 2 Episoden)
- 2005: Law & Order: Trial by Jury (Fernsehserie, 1 Episode)
- 2005: Unbridled
- 2005: Straight Forward
- 2006: Jung und Leidenschaftlich – Wie das Leben so spielt (As the World Turns, Fernsehserie, 6 Episoden)
- 2007–2008: Street Fighter: The Later Years (Fernsehserie, 5 Episoden)
- 2008: Manhattanites
- 2009: Bored to Death (Fernsehserie, 1 Episode)
- 2010: Trenches (Fernsehserie, 10 Episoden)
- 2010: Bronx Paradise
- 2013: Once Upon a Time in Queens
- 2013: Blue Collar Boys
- 2013–2018: The Americans (Fernsehserie, 51 Episoden)
- 2014: Bauernopfer – Spiel der Könige (Pawn Sacrifice)
- 2015: Madam Secretary (Fernsehserie, 3 Episoden)
- 2016: Navy CIS: New Orleans (NCIS: New Orleans, Fernsehserie, 1 Episode)
- 2014–2016: Navy CIS (NCIS, Fernsehserie, 4 Episoden)
- 2016: Ace the Case
- 2016: Café Society
- 2017: Blue Bloods – Crime Scene New York (Blue Bloods, Fernsehserie, 1 Episode)
- 2018: Instinct (Fernsehserie, 1 Episode)
- 2018: Billions (Fernsehserie, 1 Episode)
- 2018: Maniac (Miniserie, 3 Episoden)
- 2018: This Teacher
- 2018: How To Do Everything (Fernsehserie, 1 Episode)
- 2019: The Enemy Within (Fernsehserie, 5 Episoden)
- 2019: Lingua Franca
- 2019: Tom Clancy’s Jack Ryan (Fernsehserie, 1 Episode)
- 2021: Payback
- 2021: New Amsterdam (Fernsehserie, 1 Episode)
- 2021: The Expat
- 2022: Bull (Fernsehserie, 1 Episode)
- 2022: Love and Communication
- 2022: For All Mankind (Fernsehserie, 8 Episoden)

Regie und Drehbuch
- 2008: Joe Mover (Kurzfilm)
- 2008: Ten: Thirty One (Kurzfilm)